# Nikon F60

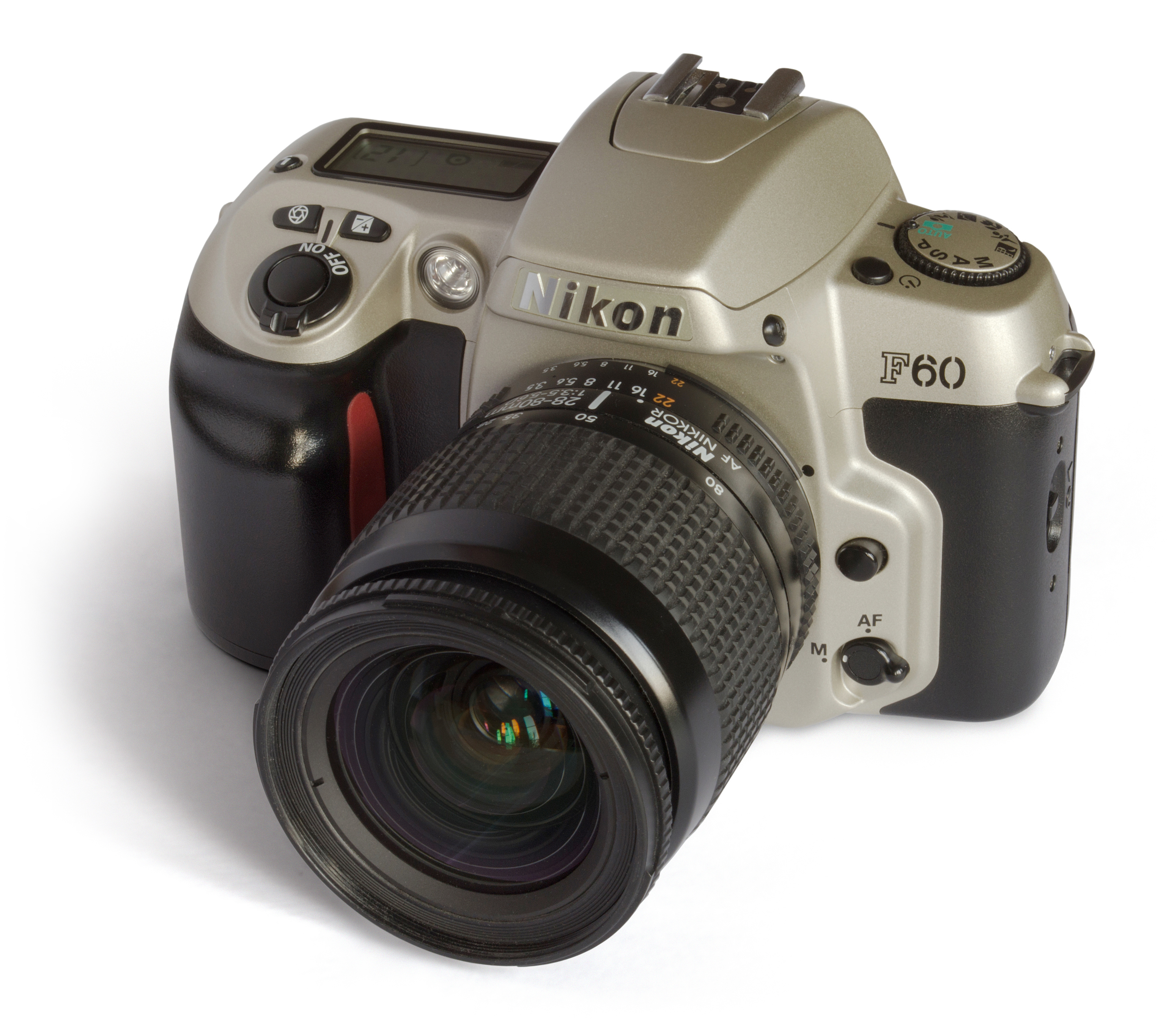
Nikon F60

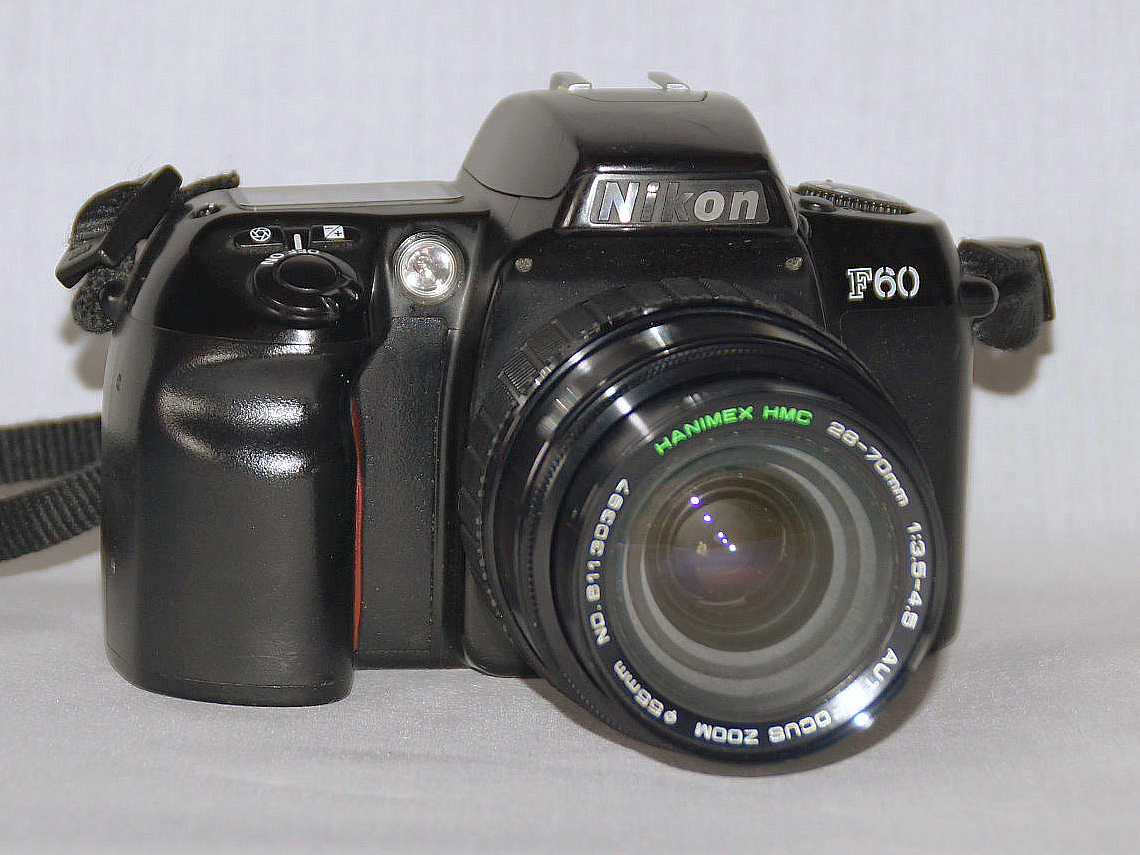
Nikon F60 schwarz

Die Nikon F60 ist eine analoge Spiegelreflexkamera des japanischen Herstellers Nikon. Sie war ab ihrer Markteinführung im Jahr 1998 in einer schwarzen und einer silbernen Ausführung erhältlich. Als F60D beherrscht sie zusätzlich die Einbelichtung von Datum und Uhrzeit in den Bildbereich.

## Technische Daten
Die Kamera hat eine Wählscheibensteuerung und ein F-Bajonett. Funktionen der herstellereigenen Objektivreihen AF-I, AF-S und VR lassen sich jedoch nicht nutzen.
Der Autofokus der Kamera arbeitet mit TTL-Phasenerkennung und lässt sich abschalten. Bei schlechten Lichtsituationen wird er von einem Autofokus-Hilfslicht unterstützt. Durch Antippen des Auslösers kann die Schärfeeinstellung gespeichert werden.
Die Belichtungsmessung kann mit 3D-Matrixmessung und mittenbetonter Messung erfolgen, wobei letztere nur im manuellen Messmodus und bei der Speicherung der Belichtungsdaten zur Verfügung steht. Die Kamera bietet die Motivprogramme Porträt, Landschaft, Nahaufnahme, Action, Nachtaufnahme und Vollautomatik.
Ergänzt werden diese von einer Blenden- und Zeitautomatik sowie manuellem Abgleich und einer Automatik mit Programmverschiebung. In diesem Modus misst die Kamera die Belichtung und schlägt eine Zeit-Blenden-Kombination vor, die mit dem Wählrad verändert werden kann. Die Belichtungskorrektur erfolgt in halben Blendenschritten bis hin zu drei Blenden. Die Kamera beherrscht Belichtungszeiten von 1/2000 Sekunde bis hin zu 30 Sekunden. Die Einstellung der Filmempfindlichkeit funktioniert ausschließlich automatisch per DX-Codierung.
Der integrierte Blitz hat die Leitzahl 15. Die kürzeste Synchronzeit beträgt 1/125 Sekunde.
Ferner besitzt die Kamera einen Selbstauslöser.